# Tomasz Adamek
Tomasz Adamek (Żywiec, 1º dicembre 1976) è un pugile polacco.
Soprannominato "Góral", ha vinto titoli mondiali in due categorie di peso. È stato infatti detentore del titolo WBC dei pesi mediomassimi e IBO, IBF e The Ring dei massimileggeri. È il primo pugile polacco a conquistare un titolo sancito da The Ring. Come dilettante ha vinto la medaglia di bronzo agli europei di Minsk 1998.

## Carriera professionale
Adamek fece il suo debutto da professionista il 13 marzo 1999, sconfiggendo il sudafricano Israel Khumalo via KO tecnico alla prima ripresa.
Il 21 agosto 2010 affrontò l'ex contendente dei pesi massimi Michael Grant. Malgrado la sua inferiorità fisica, il polacco riuscì a trionfare ai punti tramite decisione unanime.